# Makran
Il Makran (Urdu/Persiano: مکران) è la regione meridionale del Belucistan, in Iran e Pakistan, lungo la costa del Mar Arabico e il Golfo di Oman. Il nome deriva dal persiano Mahi khoran, che significa "mangiatori di pesce".

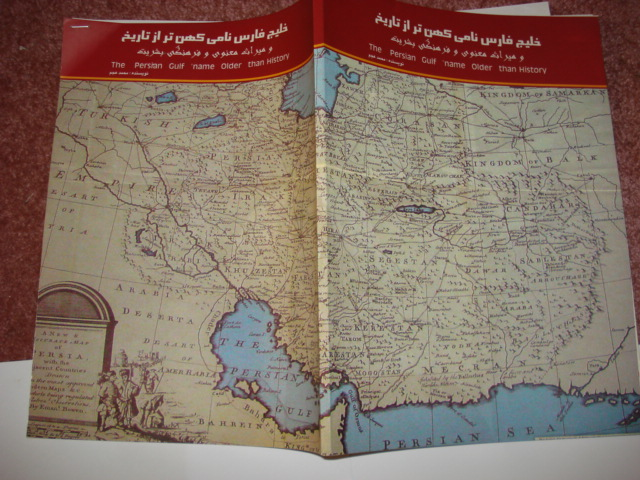
Cartina del Mecran

Antica bandiera

## Territorio
Il Makran è scarsamente popolato, e la maggior parte della popolazione si concentra, tanto sul versante iraniano quanto su quello pakistano, in una ristretta fascia di città portuali sulla costa: Chabahar, Gwatar, Jiwani, Gwadar, Pasni, Ormara. La lunghezza complessiva della linea costiera è di oltre 1.000 km per l'intera regione.

## Clima
La regione possiede un clima molto secco, con scarsissime precipitazioni.

## Storia
Il Makran corrisponde approssimativamente alla regione storica della Gedrosia, che fu dapprima satrapia achemenide, poi conquistata da Alessandro Magno e in seguito contesa tra gli imperi seleucide e Maurya. Seguì prevalentemente le sorti del subcontinente indiano, finché divenne, fino a metà del XIX secolo, possedimento omanita. In seguito fu suddiviso tra Persia e Gran Bretagna, lungo il confine che sopravvive ancora oggi.